# Naucoria cerodes
Naucoria cerodes är en svampart som först beskrevs av Elias Fries, och fick sitt nu gällande namn av Paul Kummer 1872. Naucoria cerodes ingår i släktet skrälingar och familjen Strophariaceae.   Inga underarter finns listade i Catalogue of Life.